# Grupa Literacka Centauro
Grupa Literacka Centauro – łódzka grupa literacka istniejąca od 1983 r. 

## Charakter działania grupy Centauro
Grupa nie ma ściśle określonego profilu programowego – stanowi raczej szerokie grono poetów i prozaików, zarówno stałych członków, jak i osób pojawiających się incydentalnie, spotykających się na cotygodniowych warsztatach twórczych. Na spotkania te zapraszani są literaci, czasem również krytycy literaccy. Autorzy – zarówno członkowie grupy, jak i zaproszeni goście – prezentują swoje utwory, a prezentacjom tym towarzyszą dyskusje dotyczące treści i warsztatu twórczego.

## Organizacja
Miejscem spotkań grupy jest Ośrodek Kultury Górna przy ul. Siedleckiej 1 w Łodzi. Okazjonalnie grupa organizuje imprezy otwarte w innych punktach miasta. Są to np. turnieje poetyckie. Animatorem grupy od początku jej istnienia jest łódzki poeta i działacz kulturalny – Henryk Zasławski.

## Publikacje
Grupa literacka Centauro wydaje książki oraz wspiera i promuje edycje książek swoich członków i sympatyków. Są to najczęściej tomiki poetyckie. Raz na kilka lat wydaje również Almanach poetycki grupy Centauro, w którym w przekrojowy sposób prezentowany jest dorobek członków grupy.

## Ludzie z Centauro
Przez cały okres istnienia grupy przewinęło się przez nią dziesiątki ludzi. Swój epizod związany z Centauro mieli między innymi: Marek Czuku, Dorota Koman, Krystyna Stołecka, Lilla Latus, Piotr Macierzyński, Jerzy Jarniewicz, Jacek Głębski, Maria Duszka, Joanna Czajkowska, Witold Maciej Orłowski.